# Ladislav Fikar
Ladislav Fikar (29. června 1920 Samotín u Havlíčkova Brodu – 12. července 1975 Praha) byl český básník, divadelní kritik a překladatel z ruštiny, němčiny, francouzštiny a angličtiny.

## Životopis
Bývá spojován s hnutím dynamoarchistů (Jaromír Hořec, František Listopad, Eduard Petiška a jiní), studoval na FF UK, v roce 1947 nastoupil do nakladatelství F. Borový (po roce 1948 přeměněno na nakladatelství Československý spisovatel), pracoval zde jako redaktor, později šéfredaktor. Po skandálu se Škvoreckého Zbabělci byl v roce 1959 z funkce odvolán, odešel pracovat do Čs. státního filmu, kde po několik let stál v čele tvůrčí skupiny a zasloužil se o vznik řady významných snímků tzv. nové české filmové vlny. V polovině roku 1968 se vrátil na místo ředitele nakladatelství Čs. spisovatel, roku 1970 musel znovu odejít a stal se provozním tajemníkem nakladatelství pro děti a mládež Albatros.
Jeho nejvýznamnější básnickou sbírkou zůstala kniha Samotín (1945), v roce 1967 vyšla v podstatně rozšířeném vydání. Jedná se o jeden z nejvýznamnějších lyrických debutů v moderní české poezii. Navázal v ní na lyricko-mélickou tradici českého básnictví, vytříbeným výrazem a jemnými odstíny nálad se blíží Jiřímu Ortenovi. Je jedinou sbírkou vydanou za jeho života. Autor se vyjadřuje prostřednictvím bohaté obraznosti. Projevuje metaforické snahy o znovustvoření naplno prožitého času, má závrať z jeho míjení, dokonale zobrazuje i atmosféru rozjitřené mladosti a milostné trýzně smyslů. Fikar se přitom soustřeďuje na motivy dětství, chlapecké zamilovanosti a opuštěnosti místa svého srdce. Někteří jeho kritici mluví o „sevřené a vášnivě vyznavačské podobě lyriky“. Tón sbírce udává především básníkovo procítěné mládí, neboť jádrem této lyriky je ryzí cit, čisté, okouzlené chlapectví.
Po nuceném odmlčení vznikl básnický cyklus Kámen na hrob, který však byl vydán až posmrtně. Obsahuje básníkovu životní bilanci a předtuchu smrti. Tento cyklus se měl stát základem další stejnojmenné sbírky, kterou však autor již nedokončil.